# روح (ترانه هالزی)
«روح» (به انگلیسی: Ghost) اولین تک‌آهنگ خواننده و ترانه‌سرای آمریکایی هالزی از اولین آلبوم استودیویی او، سرزمین بد (۲۰۱۵) است. متن و ساختار موسیقایی این ترانه به هالزی و دیلن اسکات، عضو پیشین گروه یانگ رایزینگ سانز نسبت‌داده شده‌است. ترانه اولین‌بار در ۳ فوریه ۲۰۱۴ در ساوندکلاود منتشر گردید. سپس در ۲۸ جولای ۲۰۱۴ به‌طور رسمی توسط ناشر موسیقی وی منتشر شد و در ۲۷ اکتبر ۲۰۱۴ در اولین ئی‌پی خود به‌نام اتاق ۹۳ قرار گرفت. این ترانه در ۹ مارس ۲۰۱۵ به عنوان تک‌آهنگ از اولین آلبوم هالزی، سرزمین بد، همراه‌با انتشار دوباره ئی‌پی، توسط آسترال‌ورکز منتشر شد. نقدها به این ترانه عمدتاً مثبت بودند و موزیک ویدئو آن بیش از ۶۰ میلیون بازدید در یوتیوب داشته‌است.